# دومينيك إده
دومينيك إده هي كاتبة، ولدت في بيروت في عام 1953.

## حياتها
كانت إده روائية وكاتبة ومدرّسة وناقدة أدبية ومترجمة ومحررة. حيث نشرت مقالاتها السياسية في لوموند ولو نوفيل أوبسرفاتور.
شاركت ببعثة دولية للتصوير الفوتوغرافي في بيروت عام 1991، من بين المصورين الستة مع روبرت فرانك، جوزيف كوديلكا، غابرييل باسيليكو.
وهي تعيش حالياً في تركيا ولبنان.